# Льєшно
Льєшно (словац. Liešno) — село, громада округу Турчянське Тепліце, Жилінський край. Кадастрова площа громади — 1.94 км².
Населення 53 особи (станом на 31 грудня 2018 року).

## Історія
Льєшно згадується 1322 року.

## Географія
Протікають річки Ясеніца; Брештянка і Лучки.

## Населення
| Рік:            | 1994. | 2004.    | 2014.   | 2024.    |
| --------------- | ----- | -------- | ------- | -------- |
| Кількість осіб: | 70    | 57       | 58      | 52       |
| Різниця:        |       | -18,57 % | +1,75 % | -10,34 % |

| Рік:            | 2023. | 2024.   |
| --------------- | ----- | ------- |
| Кількість осіб: | 54    | 52      |
| Різниця:        |       | -3,70 % |